# Тепаче
Тепаче (tepache) — ферментований напій, зроблений зі шкірки ананасів, і його підсолоджують або панелою, або коричневим цукром, приправляючи корицею в порошку, і подають холодним. Також тепаче ферментують протягом кількох днів, а отриманий напій містить трохи алкоголю. У мексиканській кулінарній практиці вміст алкоголю в тепаче можна збільшити за допомогою невеликої кількості пива.
У Мексиці вуличні торговці зазвичай продають тепаче як охолоджений напій. Зазвичай його зберігають у бочках, щоб прискорити процес бродіння. Його подають або в глиняному кухолі, або у прозорому поліетиленовому пакеті зі вставленою соломинкою. У США його продають у барах або традиційних мексиканських ресторанах на південному заході США. Процес бродіння для приготування тепаче простий і швидкий, що робить тепаче напоєм, який легко виготовляється в домашніх умовах.

## Походження
Тепаче походить з доколумбової Мексики як популярний напій серед жителів Нахуа в Центральній Мексиці; мовою науатль (також відомою як ацтеки) слово tepiātl означає «напій з кукурудзи». Спочатку кукурудза (кукурудза) була основою тепаче, але в сучасному рецепті тепаче використовуються шкірки ананаса. Деякі сорти тепаче, відомі як тепаче де тибікос, ферментують за допомогою симбіотичних культур водного кефіру.

## Комерціалізація
Через популярність тепаче в Мексиці зараз напій комерційно виробляється як безалкогольний напій. Існує кілька різних марок тепаче, включаючи Tepache від корпорації Frumex. Оригінальний Frumex Tepache містив 12 % соку і виготовлявся з ферментованих шкірок та м'якоті разом з деякою кількістю цукру, спецій та ячменю. Цю версію замінили на новішу, яка містила лише 10 % соку і без ячменю, без шкірок або м'якоті. Остання версія, тепер перейменована як Tepachito, все ще містить лише 10 % соку, але вона зроблена з ферментованого соку та шкірки, без ячменю. Він включає білий і коричневий цукор та спеції.

## У популярній культурі
Напій згадується у популярній іспаномовній пісні кебрадіти "La Niña Fresa", в якій персонажу розпещеної дівчини пропонують кілька видів напою, включаючи тепаче, але вона відмовляється, бо ті не відповідають її соціальному статусу.